# 新瓦西里夫卡 (日托米爾區)
50°19′3″N 28°21′45″E / 50.31750°N 28.36250°E
新瓦西里夫卡（烏克蘭語：Нова Василівка）是位於烏克蘭北部的村莊，由日托米爾州日托米爾區的貝雷濟夫卡市鎮負責管轄。該村始建於1995年，2001年人口466，該村落99%居民使用烏克蘭語。